# 時をかける少女 (2010年の映画)
『時をかける少女』（ときをかけるしょうじょ、英題：Time Traveller, The Girl Who Leapt Through Time）は、2010年の日本映画。筒井康隆の小説『時をかける少女』の4度目の映画化作品である。原作の主人公・芳山和子の一人娘・芳山あかりを主人公に、女子高生のあかりが交通事故で昏睡状態に陥った母の頼みで母の初恋相手・深町一夫に会うため2010年から1970年代へタイムリープする。谷口正晃監督の長編デビュー作で、主演は2006年のアニメ映画版で声の主演を務めた仲里依紗が演じた。
映画化作品で初めて角川映画及び角川春樹事務所が関与していない作品である。
キャッチコピーは『記憶は消えても、この想いは消えない。時を超えて、今、新たな物語がはじまる。』

## ストーリー

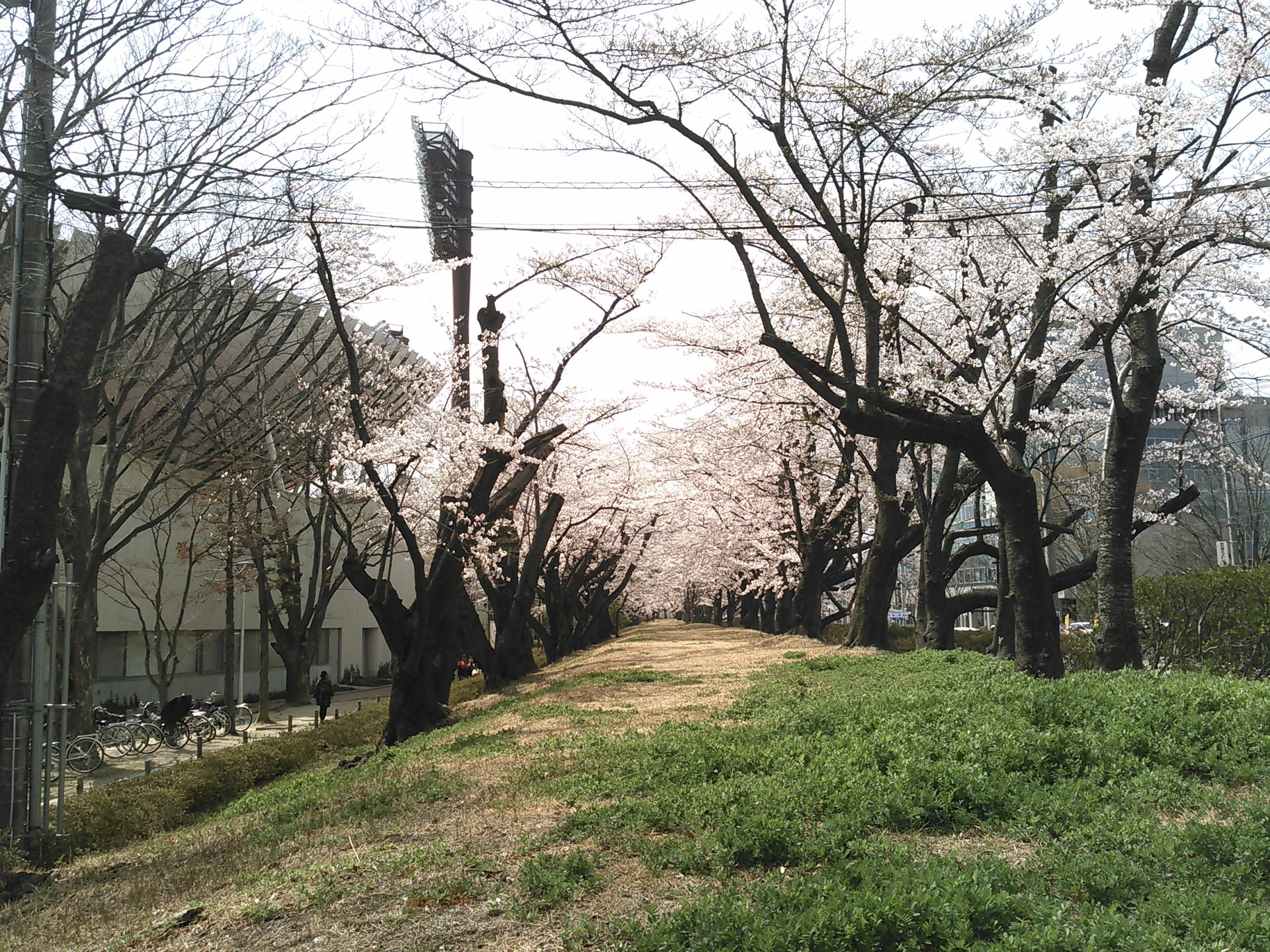
ロケが行われた開成山公園の桜並木
（福島県郡山市）

大学入学を目前に迎えた芳山あかりは、進学先の大学で薬学者を務める母の和子と二人暮らし。父はあかりが生まれて間もなく和子のもとを去ったため、あかりは父のことをほとんど知らなかった。
和子と古くからの知り合いである酒屋の主人・浅倉吾郎は、和子に「近所の深町家の屋根裏部屋から出てきた」と一枚の写真とラベンダーの花の入った封筒を手渡した。その写真は和子の中学時代のものだったが、一緒に写っている少年に二人は心当たりがなかった。「土曜日の実験室」と深町一夫の記憶が戻ったその矢先、和子は交通事故に遭ってしまう。病院で一時的に意識を取り戻した和子は何かを思い出し、「1972年4月6日に行って深町一夫という人に会う」約束を自分の代わりに果たすようにあかりに告げる。
あかりは和子の作った薬を飲み、母から言われたように「1972年4月の中学校の実験室に行く」ように念じるつもりが、間違えて「1974年2月」と念じてしまう。あかりは不思議な空間を通り抜けてどこかの教室に現れるが、着いた先は母から指定された中学校の理科実験室ではなく、1974年2月16日の大学の実験室だった。たまたまそこにいた青年・溝呂木涼太の頭上に落下したあかりは、成り行きで涼太のアパートで世話になることとなる。涼太はSFファンで、「2010年の未来から人に会いに来た」というあかりの説明を受け入れ、あかりを住まわせて深町一夫を探す手伝いをすることとなった。
あかりが中学校に赴いて、生徒に母から預かった写真を見せても少年のことは皆知らないという。卒業アルバムを見るが深町一夫の名前はなく、載っていた和子の住所に行っても人が住んでいる気配がない。通りかかった若いころの浅倉吾郎から、和子は高校入学とともに横浜市に転居したと教えられる。横浜の高校で当時の和子と出会うあかり。しかしやはり写真の少年のことは知らないと返答される。
涼太は仲間たちと8ミリで2011年の未来を舞台としたSF映画を撮るのに熱中していた。あかりも「涼太のいとこ」ということにして、それに付き合うこととなる。そのカメラマンを務めるゴテツというあだ名の男の下宿で、あかりは和子の写真を見つける。再び和子に会いに行ったあかりは、和子から中学3年の時に突然薬学を志して理科系に強い高校に進んだこと、ゴテツとは交友があることを教えられる。そこで耳にしたゴテツの名前は、あかりの実父と同じだった。
深町一夫を探すのに行き詰まったあかりに、涼太は新聞に訪ね人の広告を出し、指定した日時に理科実験室に来てもらおうという。新聞社で拝み倒して何とか広告を載せてもらえることになる一方、映画の制作はクランクアップを迎えた。撮影現場には和子もやってきて、自分はゴテツに好意を抱いているとあかりに話す。あかりはゴテツから「涼太のいとこじゃないだろう」と声をかけられた。訪ね人の広告が載る日、涼太はゴテツから借りたカメラで、「付け加えたいラストシーン」として桜並木を歩くあかりの後ろ姿を撮影する。そこはあかりも2010年の世界でよく知っている場所だった。36年後にもこの場所で会ってほしいという涼太。そして広告に指定した3月2日、理科実験室で待つあかりの前に一人の中年男性が現れた。それは深町一夫だった。
あかりは自分が芳山和子の娘だと名乗り、この時代に来た経緯を説明して、母の「約束は消えていない」という言葉を伝えた。深町一夫は高校生ではなかったのか、と問うあかりに一夫は、2698年から尋ね人欄の記録を見てやってきたのだと答える。そして、一夫は自分の本名が「ケン・ソゴル」だと名乗ると、和子との出会いと別れについて語り、別れ際に「全く別人として会いに来る」と約束したが、自分が和子の記憶を消したと明かした。一夫は、使命を終えたあかりは2010年に戻る必要があり、そのためにあかり本人および関わりを持ったこの時代のすべての人間の記憶を消す目的でやってきたと述べる。すぐに記憶を消そうとする一夫に、あかりは「未来に帰る前にもう一度会っておきたい人がいる」と告げ、夕方まで待ってもらう了解を得た。
あかりはもう一度涼太と会い、深町一夫に会ったことを伝えた。涼太は編集まで終わった音入れ前の映画のフィルムをあかりに渡した。涼太は実家から父が倒れたという知らせを受けており、その日の夜行バスで郷里の秋田県能代に向かうことになっていた。涼太はすぐに戻ってくるからフィルムを完成させて一緒に見ようと告げて別れる。そのあと、あかりは秋田に行くバスに乗り遅れそうだという吾郎に会う。2010年の世界で吾郎が、1974年に大事故を起こした秋田方面行きのバスに乗り遅れて命拾いしたと話していたことをあかりは思い出す。不安に駆られたあかりはバス乗り場に出向き必死で涼太を探すが、能代行きのバスは出発する直前だった。バスに乗り込もうとするあかりの腕を誰かがつかむ。それは一夫だった。「過去を変えてはならない」という一夫に、あかりは「未来に帰らなくてもいい」と母から託された帰るための薬を投げ捨ててしまうが、一夫はあかりの動きを阻止して気を失わせ、記憶を消し去った。
あかりが気づくと2010年の自宅だった。一方一夫は2010年の和子の枕元に現れて、あかりから受け取った過去の写真とラベンダーを置く。目を覚ましていた和子はそれに気づき、伝言が届いたとつぶやく、一夫はメッセージのお礼と再び未来で会うことを約束して病室を後にした。
和子には異状はないという診断が下る。あかりは久しぶりに父からかかって来た電話にお願いがあると答え、8ミリ映写機を借り受ける。制服のポケットに入っていた見覚えのない8ミリフィルムを上映するためだった。そのタイトルを聞いた父は「昔古い友達と撮った映画と同じ名前だ」と口にする。あかりは友人たちとそれを見たが、音声もなく、内容がよくわからない退屈な作品だった。だが、それを見ているあかりは不思議にも涙を抑えることができなかった。

## キャスト
- 芳山あかり：仲里依紗
- 溝呂木涼太：中尾明慶
- 芳山和子：安田成美
- 浅倉吾朗：勝村政信
- 深町一夫：石丸幹二
- ゴテツ / 長谷川政道：青木崇高
- 1974年の芳山和子：石橋杏奈
- 1974年の浅倉吾朗：千代將太
- 1972年の深町一夫：加藤康起
- 元宮悟：柄本時生
- 市瀬ナツコ：キタキマユ
- 門井徹：松下優也
- 堀田恭子：田島ゆみか
- 看護婦：肘井美佳
- 遠山俊也、柴田光太郎、水谷彩音ほか

## スタッフ
- 監督：谷口正晃
- 脚本：菅野友恵
- 撮影：上野彰吾
- 照明：赤津淳一
- 美術：舩木愛子
- 編集：宮島竜治
- 録音：小川武
- VFXスーパーバイザー：小坂一順
- 衣装：宮本茉莉
- ヘアメイク：横瀬由美
- 音響効果：中村佳央
- 助監督：久万真路
- 音楽：村山達哉xTOKYO GRAND ORCHESTRA、School Food Punishment、伊藤ゴロー
- 音楽プロデューサー：田井モトヨシ
- 主題歌：「ノスタルジア」いきものがかり
- 挿入歌：「時をかける少女」いきものがかり
- 特殊メイク：松井祐一
- スタントコーディネーター：吉田浩之
- スタント助手：川澄朋章
- 原作コーディネート協力：新名新
- エグゼクティブプロデューサー：夏目公一朗、一志順夫、安部次郎、甲斐真樹、武政克彦、阿部巌、大宮敏靖
- 企画プロデューサー：植田益朗、越智武、村山達哉
- プロデューサー：藤本昌俊、松岡周作
- 製作委員会メンバー：アニプレックス、エピックレコードジャパン、ボイス&ハート、スタイルジャム、クオラス、ハンゲーム、カルチュア・コンビニエンス・クラブ
- 配給：スタイルジャム
- 宣伝：ミラクルヴォイス
- WEB宣伝：デジタルプラス
- 公式サイト：フロムイエロートゥオレンジ

## コミカライズ
「時をかける少女 after」として、橋口みのる作画で『ヤングエース』2009年Vol.4から2010年Vol.8に連載。

## 備考
- 本作で共演した仲里依紗と中尾明慶は2012年に放送されたNHKの「ドラマ10」枠で放送されたドラマ『つるかめ助産院〜南の島から〜』でも共演しており、その後、2013年3月21日に仲と中尾が結婚したことを発表し[3]、翌月の4月18日に婚姻届を提出した[4]。
- 劇中の溝呂木涼太の部屋には、『ゴジラ』（1954年版）のポスターや『キングコング対ゴジラ』のスチールなどが飾られている[1]。